# Euphorbia knobelii
Euphorbia knobelii är en törelväxtart som beskrevs av Cythna Lindenberg Letty. Euphorbia knobelii ingår i släktet törlar, och familjen törelväxter. Inga underarter finns listade i Catalogue of Life.

## Bildgalleri

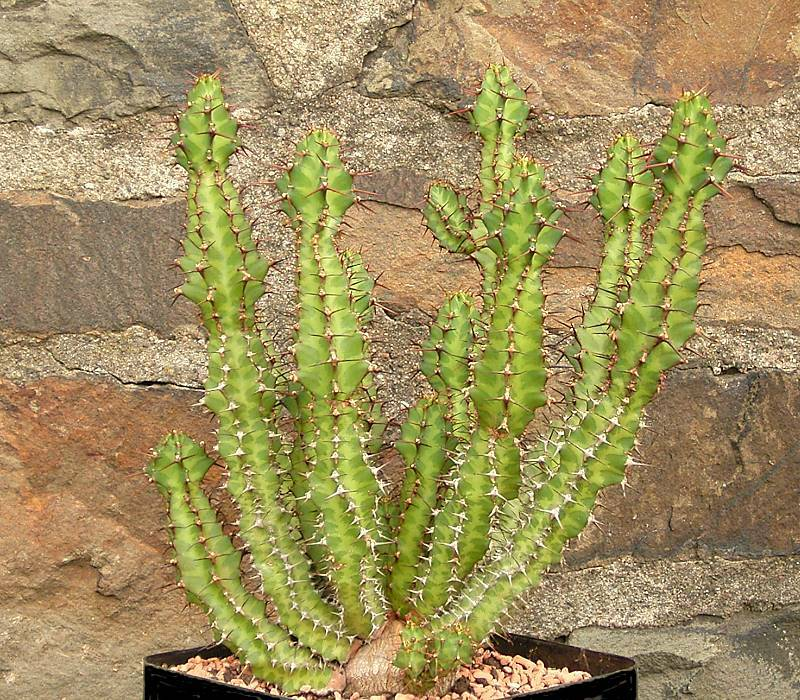